# Domaszków (gmina)
Domaszków – dawna gmina wiejska istniejąca w latach 1945–1954 i 1973–1976 w woj. wrocławskim, a następnie wałbrzyskim (dzisiejsze woj. dolnośląskie). Siedzibą władz gminy był Domaszków.
Gmina Domaszków powstała po II wojnie światowej na terenie tzw. Ziem Odzyskanych (tzw. II okręg administracyjny – Dolny Śląsk). 28 czerwca 1946 gmina – jako jednostka administracyjna powiatu bystrzyckiego – weszła w skład nowo utworzonego woj. wrocławskiego.
Według stanu z 1 lipca 1952 gmina składała się z 4 gromad: Długopole Górne, Domaszków, Gniewoszów i Nowa Wieś. Gmina została zniesiona 29 września 1954 wraz z reformą wprowadzającą gromady w miejsce gmin.
Jednostkę reaktywowano 1 stycznia 1973 w tymże powiecie i województwie. 1 czerwca 1975 gmina weszła w skład nowo utworzonego woj. wałbrzyskiego.
2 lipca 1976 gmina została zniesiona, a jej obszar włączony do gmin:
- Bystrzyca Kłodzka (obszary sołectw: Długopole-Zdrój, Międzygórze, Poniatów, Ponikwa, Poręba i Rudawa),
- Międzylesie (obszary sołectw: Długopole Górne, Domaszków, Gniewoszów, Jaworek i Nowa Wieś).